# Phanaeus demon
Phanaeus demon es una especie de escarabajo del género Phanaeus, familia Scarabaeidae. Fue descrita científicamente por Laporte en 1840.
Se distribuye por México, en el estado de Chiapas. Mide aproximadamente 13-22 milímetros de longitud.

## Distribución y hábitat
Esta especie está presente en México y Centroamérica. Se puede encontrar en matorrales semidesérticos y en bosques caducifolios abiertos a una altitud de 0-900 metros (0-984,3 yd) sobre el nivel del mar.

## Subespecies
- Phanaeus demon demon Castelnau, 1840 (sinónimo Phanaeus damon Harold, 1863)
- Phanaeus demon excelsus Bates, 1887
- Phanaeus demon obliquans Bates, 1887[2]